# Système endocannabinoïde

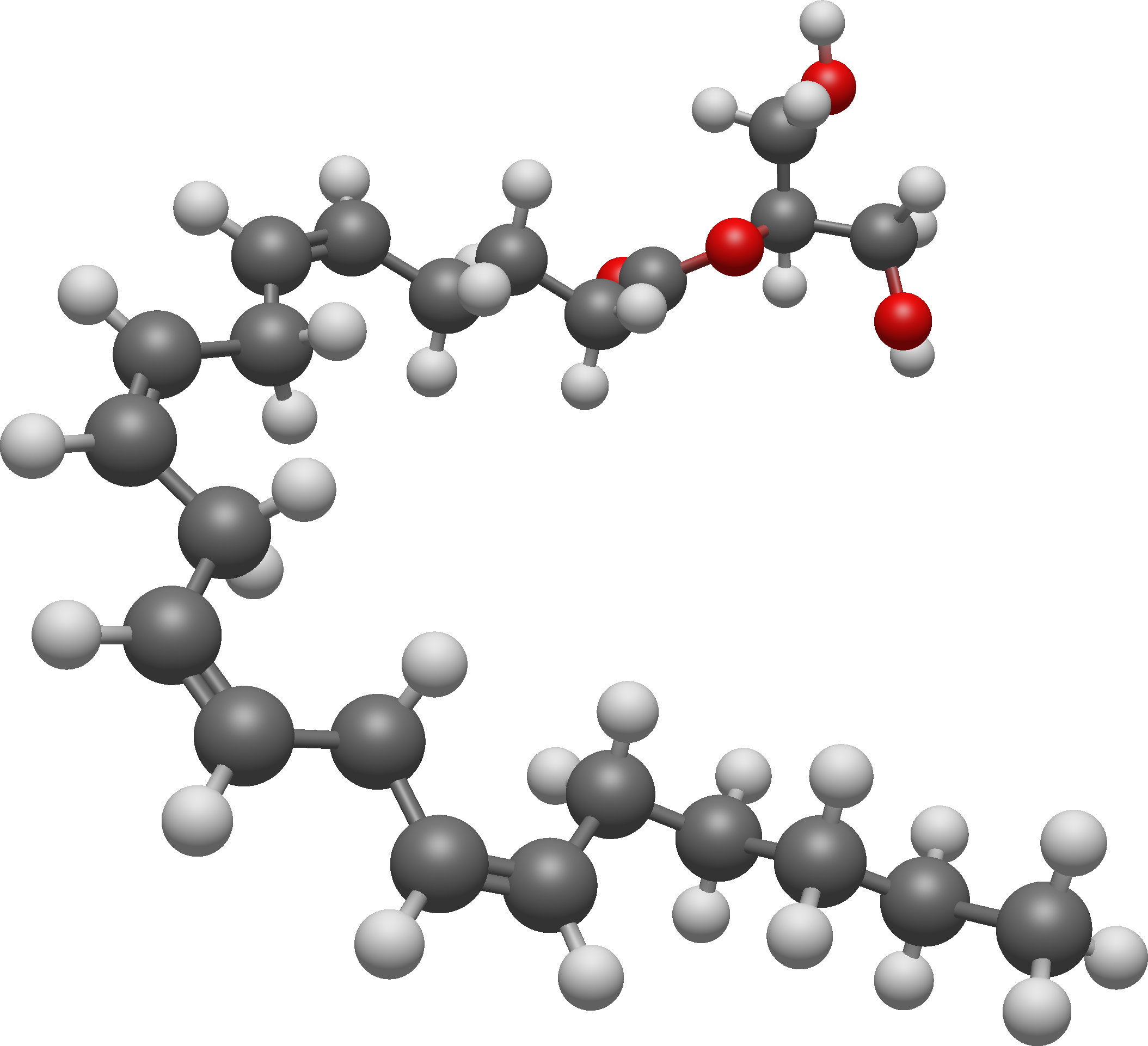
Le 2-arachidonoylglycérol (2-AG) est un endocannabinoïde, un agoniste endogène du récepteur CB1 et le principal ligand endogène du récepteur CB2.

Le système endocannabinoïde (ECS) est un système biologique composé de récepteurs qui réagissent à la présence d'endocannabinoïdes, des neurotransmetteurs rétrogrades à base de lipides endogènes, et aux protéines réceptrices cannabinoïdes qui sont exprimées dans tout le système nerveux central des vertébrés (y compris le cerveau) et le système nerveux périphérique,.
Le système endocannabinoïde est impliqué dans la régulation de nombreux processus physiologiques et cognitifs, y compris la fertilité, la grossesse, le développement pré- et postnatal,,, diverses activités du système immunitaire, l'appétit, la sensation de douleur, l'humeur et la mémoire, et dans la médiation des effets pharmacologiques du cannabis,.
Deux récepteurs cannabinoïdes primaires ont été identifiés comme étant les principaux acteurs du système endocannabinoïde : le récepteur CB1, cloné (ou isolé) pour la première fois en 1990 ; et le récepteur CB2, cloné en 1993. Chaque récepteur a une localisation et des rôles spécifiques. Les récepteurs CB1 se trouvent principalement dans le cerveau et le système nerveux, ainsi que dans les organes et tissus périphériques, et sont la principale cible moléculaire de l'anandamide (AEA), un cannabinoïde produit par le corps humain, ainsi que du THC exogène, le composant actif le plus connu de cannabis. Les récepteurs CB2 sont situés dans différentes parties du système immunitaire et agissent en antagonistes des récepteurs protéine G. Ils semblent être responsables de l'effet anti-inflammatoire, et possiblement d'autres effets thérapeutiques du cannabis.

## Aperçu de base
Le système endocannabinoïde, au sens large, comprend :
- Les lipides endogènes à base d'arachidonate, l'anandamide (N- arachidonoyléthanolamide) et le 2-AG ; ceux-ci sont appelés « endocannabinoïdes » et sont des ligands physiologiques pour les récepteurs cannabinoïdes. Les endocannabinoïdes sont tous des eicosanoïdes[11].
- Les enzymes qui synthétisent et dégradent les endocannabinoïdes, telles que l'amide hydrolase d'acide gras ou la monoacylglycérol lipase.
- Les récepteurs cannabinoïdes CB1 et CB2, deux récepteurs couplés aux protéines G situés dans les systèmes nerveux central et périphérique.

Le système endocannabinoïde est ainsi constitué des neurones, des voies neurales et des autres cellules où ces molécules, enzymes et un ou les deux types de récepteurs cannabinoïdes sont colocalisés.

### Expression des récepteurs
Des sites de liaison aux cannabinoïdes existent dans les systèmes nerveux central et périphérique. La densité d'expression des récepteurs endocannabinoïdes varie en fonction des espèces et est corrélée avec l'efficacité des cannabinoïdes à moduler des aspects spécifiques du comportement liés au site d'expression. Par exemple, chez les rongeurs, la concentration la plus élevée de récepteurs endocannabinoïdes se trouve dans les ganglions de la base et le cervelet, régions du cerveau impliquées dans l'initiation et la coordination des mouvements.
Chez l'homme, les récepteurs cannabinoïdes sont beaucoup moins présents dans ces régions, ce qui aide à expliquer pourquoi les cannabinoïdes sont plus efficaces pour modifier les mouvements moteurs des rongeurs que chez l'homme. Et pourquoi les études sur les cannabinoïdes sur les rongeurs ne sont pas directement déclinables chez l'humain. Au début des années 2000, une analyse de la liaison des cannabinoïdes chez des souris knock-out qui ciblait directement les récepteurs CB1 et CB2 a révélé une réactivité aux cannabinoïdes même lorsque ces récepteurs n'étaient pas exprimés, ce qui indique qu'un récepteur endocannabinoïde supplémentaire serait présent dans le cerveau. La liaison a été démontrée par le 2-arachidonoylglycérol (2-AG) sur le récepteur TRPV1 suggérant que ce récepteur pourrait aussi se trouver dans le cerveau. En plus des récepteurs CB1 et CB2, d'autres récepteurs orphelins sont également connus pour se lier aux endocannabinoïdes, notamment les récepteurs GPR18, GPR55 (un régulateur de la fonction neuro-immune) et GPR119.

### Synthèse, libération et dégradation des endocannabinoïdes
Au cours de la neurotransmission, le neurone pré-synaptique libère des neurotransmetteurs dans la fente synaptique qui se lient aux récepteurs apparentés exprimés sur le neurone post-synaptique. Sur la base de l'interaction entre le transmetteur et le récepteur, les neurotransmetteurs peuvent déclencher divers effets dans la cellule post-synaptique, tels que l'excitation, l'inhibition ou l'initiation de cascades de seconds messagers. Ces effets peuvent entraîner la synthèse des cannabinoïdes endogènes comme l'anandamide ou le 2-AG par un processus qui n'est pas tout à fait clair, mais qui résulte d'une élévation du calcium intracellulaire.
Chaque endocannabinoïde aurait ainsi sa propre voie de synthétisation, basée sur des canaux spécifiques à la synthèse. Une récente étude a montré que dans le noyau du lit de la strie terminale, l'entrée du calcium par les canaux calciques sensibles à la tension produisait un courant de type L entraînant la production de 2-AG, tandis que l'activation de mGluR1 /5 récepteurs ont déclenché la synthèse d'anandamide. Différentes études suggèrent que l'afflux de calcium induit par la dépolarisation dans le neurone post-synaptique provoque l'activation d'une enzyme appelée transacylase. Cette enzyme est censée catalyser la première étape de la biosynthèse des endocannabinoïdes en convertissant la phosphatidyléthanolamine, un phospholipide résidant dans la membrane, en N-acyl-phosphatidyléthanolamine (NAPE). Des expériences ont montré que la phospholipase D clive NAPE pour donner de l'anandamide,. Ce processus est médié par les acides biliaires,.
Chez les souris knock-out, le clivage de NAPE est réduit à de faibles concentrations de calcium, mais pas aboli, ce qui suggère que plusieurs voies distinctes sont impliquées dans la synthèse de l'anandamide. Une fois libérés dans l'espace extracellulaire par un transporteur endocannabinoïde putatif, les cannabinoïdes sont vulnérables à l'inactivation des cellules gliales. Les endocannabinoïdes sont captés sur la cellule gliale et dégradés par l'amide hydrolase d'acide gras (FAAH), qui dégrade l'anandamide en acide arachidonique et éthanolamine ou monoacylglycérol lipase (MAGL), et le 2-AG en acide arachidonique et glycérol. Alors que l'acide arachidonique est un substrat de la synthèse des leucotriènes et des prostaglandines, il n'est pas clair si ce sous-produit de dégradation a des fonctions uniques dans le système nerveux central,.
Des données émergentes indiquent également que le FAAH est exprimé dans les neurones post-synaptiques complémentaires aux neurones présynaptiques qui expriment les récepteurs cannabinoïdes, soutenant la conclusion qu'il est un contributeur majeur à la disparition et à l'inactivation de l'anandamide et du 2-AG après la recapture des endocannabinoïdes. Une étude de neuropharmacologie a démontré qu'un inhibiteur de la FAAH (URB597) augmente de manière sélective les niveaux d'anandamide dans le cerveau des primates et des rongeurs. Ces découvertes pourraient conduire au développement de nouveaux médicaments aux effets analgésiques, anxiolytiques et antidépresseurs, et qui se libéreraient des effets secondaires caractéristiques de la consommation de cannabis.

### Effets de liaison et effets intracellulaires
Bien que certaines recherches aient lié la stimulation concomitante des récepteurs de la dopamine et du récepteur CB1 à une forte augmentation de la production d'adénosine monophosphate cyclique (AMPc), il est davantage reconnu que l'activation du récepteur CB1 provoque une diminution de la concentration en AMPc par inhibition de l'adénylate cyclase et augmentation de la concentration de la protéine kinase activée par un mitogène (MAP kinase),.
La puissance relative des différents cannabinoïdes dans l'inhibition de l'adénylate cyclase est en corrélation avec leur efficacité variable dans les tests comportementaux. Cette inhibition de l'AMPc est suivie d'une phosphorylation et de l'activation subséquente non seulement d'une suite de MAP kinases (p38 / p42 / p44), mais également des voies PI3 / PKB et MEK/ERK,.
Les résultats tirés d'une puce génétique de l'hippocampe de rat après très forte administration de tétrahydrocannabinol (THC) ont montré une augmentation de l'expression des transcrits codant pour la protéine basique de la myéline, les protéines endoplasmiques, la cytochrome oxydase et deux molécules d'adhésion cellulaire : NCAM et SC1. Des diminutions de l'expression ont été observées à la fois dans la calmoduline et dans les ARN ribosomiques. De plus, il a été démontré que l'activation de CB1 augmente l'activité de facteurs de transcription tels que c-Fos et Krox-24.

### Liaison et excitabilité neuronale
Les mécanismes moléculaires des modifications de la tension membranaire médiées par le récepteur CB1 ont également été étudiés en détail. Les cannabinoïdes réduisent ainsi l'influx de calcium en bloquant l'activité des canaux calciques de type N, P / Q et L,. En plus d'agir sur les canaux calciques, l'activation de Gi/o et Gs, les deux protéines G les plus couramment couplées aux récepteurs cannabinoïdes, module l'activité des canaux potassiques. Des études récentes ont montré que l'activation du récepteur CB1 facilite spécifiquement le flux d'ions potassium à travers les GIRK, une famille de canaux potassiques.
Dans le système nerveux central, les récepteurs CB1 influencent l'excitabilité neuronale, réduisant les signaux synaptiques entrants. Ce mécanisme, connu sous le nom d'inhibition présynaptique, se produit lorsqu'un neurone postsynaptique libère des endocannabinoïdes en transmission rétrograde, qui se lient ensuite aux récepteurs cannabinoïdes sur le terminal présynaptique. Les récepteurs CB1 réduisent alors la quantité de neurotransmetteur libérée, de sorte qu'une excitation ultérieure dans le neurone présynaptique entraîne une diminution des effets sur le neurone postsynaptique. L'inhibition présynaptique utiliserait bon nombre des mécanismes de canaux ioniques énumérés ci-dessus, bien que des preuves récentes aient montré que les récepteurs CB1 peuvent également réguler la libération de neurotransmetteurs par un mécanisme de canal non ionique, c'est-à-dire par l'inhibition médiée par Gi/o de l'adénylate cyclase et la protéine kinase A.
Des effets directs des récepteurs CB1 sur l'excitabilité membranaire ont été rapportés et influencent fortement le déclenchement des neurones corticaux. Une série d'expériences comportementales a démontré que le NMDAR, un récepteur ionotropique du glutamate, et les récepteurs métabotropiques du glutamate (mGluR) agissent de concert avec le récepteur CB1 pour induire une analgésie chez la souris, bien que le mécanisme sous-jacent à cet effet ne soit pas clair.[réf. nécessaire] Là encore, les applications potentielles sont le développement de médicaments ciblant spécifiquement les signaux de douleur.

## Fonctions potentielles

### Mémoire
Les souris traitées avec du tétrahydrocannabinol (THC) montrent une suppression de la potentialisation à long terme dans l'hippocampe, un processus essentiel à la formation et au stockage de la mémoire à long terme. Conformément à cette découverte, des souris dépourvues de récepteur CB1 présentent une mémoire améliorée et une potentialisation à long terme indiquant que le système endocannabinoïde peut jouer un rôle central dans l'extinction des anciens souvenirs.
Une étude a révélé que le traitement à haute dose de rats avec le cannabinoïde synthétique HU-210, un cannabinoïde 100 à 800 fois plus puissant que le THC, pendant plusieurs semaines entraînait une stimulation de la croissance neurale dans la région de l'hippocampe des rats, une partie du système limbique jouant un rôle dans la formation de la mémoire spatiale et de la mémoire déclarative. La recherche n'a toutefois pas étudié les effets sur la mémoire à court terme ou à long terme. Les effets des endocannabinoïdes sur les différents réseaux cérébraux impliqués dans l'apprentissage et la mémoire peuvent donc varier et être bénéfiques comme préjudiciables.

#### Rôle dans la neurogenèse hippocampique
Dans le cerveau adulte, le système endocannabinoïde facilite la création de nouveaux neurones et plus précisément la neurogenèse des cellules granulaires de l'hippocampe,.
Dans la zone sous-granulaire du gyrus denté, les progéniteurs neuronaux multipotents (NP) donnent naissance à des cellules filles qui, au cours de plusieurs semaines, vont devenir des cellules granulaires dont les axones se projettent et créent des synapses sur les dendrites de la région CA3. Il a été démontré que les NP de l'hippocampe possèdent une hydrolase d'amide d'acide gras (FAAH), expriment le récepteur CB1 et réagissent à l'endocannabinoïde 2-AG. Curieusement, l'activation du récepteur CB1 par des cannabinoïdes endogènes ou exogènes favorise la prolifération et la différenciation des NP ; cette activation est absente dans les récepteurs CB et abolie en présence d'antagoniste,.

#### Induction de la dépression synaptique
Les endocannabinoïdes sont connus pour influencer la plasticité synaptique. Ils interviendraient en particulier dans la dépression à long terme (LTD) qui fait référence à la stimulation neuronale, et non à la dépression psychologique. La dépression à court terme (MST) a également été décrite (cf. infra). Signalé pour la première fois dans le striatum, ce système est connu pour fonctionner dans plusieurs autres structures cérébrales telles que le noyau accumbens, l'amygdale, l'hippocampe, le cortex cérébral, le cervelet, la zone tegmentale ventrale (VTA), le tronc cérébral et le colliculus supérieur. Typiquement, ces émetteurs rétrogrades sont libérés par le neurone postsynaptique et induisent une dépression synaptique en activant les récepteurs présynaptiques CB1.
Différents endocannabinoïdes, c'est-à-dire le 2-AG et l'anandamide, pourraient aussi médier certaines formes de dépression synaptique via différents mécanismes. Une étude menée avec le noyau du lit de la strie terminale a révélé que la persistance des effets dépresseurs était médiée par deux voies de signalisation différentes en fonction du type de récepteur activé. Le 2-AG agit ainsi sur les récepteurs présynaptiques CB 1 pour médier les MST rétrogrades après l'activation des canaux calciques de type L, tandis que l'anandamide est synthétisé après activation de mGluR5 et déclenche la signalisation autocrine sur les récepteurs post-synaptiques TRPV1 qui induisent la LTD. Ces découvertes fournissent au cerveau un mécanisme direct pour inhiber sélectivement l'excitabilité neuronale sur des échelles de temps variables. En internalisant de manière sélective différents récepteurs, le cerveau peut cibler la baisse de production de certains endocannabinoïdes au cours du temps et selon ses besoins.

### Appétit
L'effet du cannabis sur l'appétit ne vient pas que des données empiriques. Différentes recherches suggèrent que le THC agit via les récepteurs CB1 dans les noyaux hypothalamiques pour augmenter directement l'appétit. Les neurones hypothalamiques produiraient de manière tonique des endocannabinoïdes qui agissent pour réguler étroitement la faim. La quantité d'endocannabinoïdes produits est inversement corrélée à la quantité de leptine dans le sang. Par exemple, les souris sans leptine deviennent non seulement massivement obèses, mais expriment des niveaux anormalement élevés d'endocannabinoïdes hypothalamiques comme un mécanisme compensatoire.
De même, lorsque ces souris ont été traitées avec un agoniste inverse endocannabinoïde, tel que le rimonabant, la prise alimentaire a été réduite. Lorsque le récepteur CB1 n'apparait pas chez la souris, ces animaux ont tendance à être plus maigres et moins affamés que les souris « normales ». Une étude connexe a examiné l'effet du THC sur le plaisir liés aux aliments et a constaté une libération accrue de dopamine dans le noyau accumbens et un comportement accru lié au plaisir après l'administration d'une solution de saccharose. Une étude connexe a révélé que les endocannabinoïdes affectent la perception du goût dans les cellules gustatives. Les endocannabinoïdes améliorent sélectivement la force de la signalisation neuronale pour les goûts sucrés, tandis que la leptine diminue la force de cette même réponse. Bien que des recherches supplémentaires soient nécessaires, ces résultats suggèrent que l'activité des cannabinoïdes dans l'hypothalamus et le noyau accumbens est liée à un comportement appétitif et de recherche de nourriture.

### Bilan énergétique et métabolisme
Le système endocannabinoïde a un rôle homéostatique et contrôle plusieurs fonctions métaboliques telles que le stockage de l'énergie et le transport des nutriments. Il agit sur les tissus périphériques tels que les adipocytes, les hépatocytes, le tractus gastro-intestinal, les muscles squelettiques et le pancréas endocrine. Il a également été impliqué dans la modulation de la sensibilité à l'insuline. À travers tout cela, le système endocannabinoïde peut jouer un rôle dans des conditions cliniques telles que l'obésité, le diabète et l'athérosclérose, ce qui peut également lui conférer un rôle bénéfique pour le circuit cardiovasculaire.

### Réponse au stress
Le système endocannabinoïde a été impliqué dans l'accoutumance de l' axe hypothalamo-hypophyso-surrénalien (axe HPA) à une exposition répétée au stress. Des études ont démontré la synthèse différentielle de l'anandamide et du 2-AG lors d'un épisode de stress. Une diminution de l'anandamide a ainsi été observée le long de l'axe qui a contribué à l'hypersécrétion basale de corticostérone. En revanche, une augmentation de l'endocannabinoïde 2-AG a été observée dans l'amygdale après un stress répété. Le phénomène est négativement corrélé à l'ampleur de la réponse de la corticostérone. Tous les effets ont été abolis par l'antagoniste au récepteur CB1 AM251, soutenant la conclusion que ces effets étaient dépendants des récepteurs cannabinoïdes.
Ces résultats montrent que l'anandamide et le 2-AG régulent de manière divergente la réponse de l'axe HPA au stress. Alors que l'habituation de l'axe HPA induit par le stress via le 2-AG empêche la sécrétion excessive de glucocorticoïdes aux stimuli non-menaçants, l'augmentation de la sécrétion basale de corticostérone résultant de la diminution de l'anandamide permet une réponse facilitée de l'axe HPA aux nouveaux stimuli.

#### Exploration, comportement social et anxiété
Ces effets contrastés révèlent l'importance du système endocannabinoïde dans la régulation du comportement dépendant de l'anxiété. Les recherches actuelles suggèrent que les récepteurs cannabinoïdes ne sont pas seulement responsables de la médiation de l'agression, mais produisent une fonction de type anxiolytique en inhibant l'excitation excessive. En revanche, les neurones GABAergiques semblent contrôler une fonction de type anxiogène en limitant la libération de transmetteur inhibiteur. Pris ensemble, ces deux ensembles de neurones semblent aider à réguler le sens général d'excitation de l'organisme lors de nouvelles situations d'anxiété.

### Système immunitaire
L'activation des récepteurs cannabinoïdes a eu un effet sur l'activation des GTPases dans les macrophages, les neutrophiles et les cellules de la moelle osseuse. Ces récepteurs ont également été impliqués dans la migration des lymphocytes B dans la zone marginale et la régulation des taux d'IgM.

### Reproduction féminine
L'embryon en développement exprime des récepteurs cannabinoïdes au début de son développement. Ils répondent ainsi à l'anandamide sécrétée dans l'utérus. Cette signalisation est importante dans la régulation de l'implantation embryonnaire et de la réceptivité utérine. Chez la souris, l'anandamide module la probabilité d'implantation dans la paroi utérine. Chez l'homme, la probabilité de fausse couche augmente si les taux d'anandamide utérins sont trop élevés ou trop bas.
Ces résultats suggèrent que la consommation de cannabinoïdes exogènes (par exemple, issus du cannabis) peut diminuer la probabilité de grossesse chez les femmes ayant des niveaux élevés d'anandamide. A l'opposé, la probabilité de grossesse chez les femmes dont les niveaux d'anandamide sont trop bas peut augmenter,.

### Système nerveux autonome
L'expression périphérique des récepteurs cannabinoïdes a conduit les chercheurs à étudier le rôle des cannabinoïdes dans le système nerveux autonome. La recherche a révélé que le récepteur CB1 est exprimé de manière présynaptique par les motoneurones qui innervent les organes viscéraux. L'inhibition des potentiels électriques médiée par les cannabinoïdes entraîne une réduction de la libération de noradrénaline par les nerfs du système nerveux sympathique.
D'autres recherches ont trouvé des effets similaires sur la motilité intestinale, y compris l'innervation des muscles lisses associés aux systèmes digestif, urinaire et reproducteur.

### Analgésie
L'endocannabinoïde le plus recherché dans la douleur est le palmitoyléthanolamide. Le palmitoyléthanolamide est une amine grasse apparentée à l'anandamide, mais saturée. Bien qu'au départ, les chercheurs pensaient que le palmitoyléthanolamide se liait aux récepteurs CB1 et CB2, des recherches ultérieures ont montré que les récepteurs les plus importants sont le récepteur PPAR-alpha, le récepteur TRPV et le Récepteur GPR55. Le palmitoyléthanolamide a été évalué pour ses actions analgésiques dans une grande variété d'indications de la douleur et s'est avéré sûr et efficace. La modulation du système endocannabinoïde par le métabolisme en N-arachidinoyl-phénolamine (AM404), un cannabinoïde endogène, est considérée comme l'un des mécanismes  de l'analgésie par l'acétaminophène (paracétamol). Les endocannabinoïdes sont également impliqués dans les réponses analgésiques induites par un placebo.

### Thermorégulation
L'anandamide et la N-arachidonoyl dopamine (NADA) agissent sur les canaux TRPV1 sensibles à la température, qui sont impliqués dans la thermorégulation.
Le récepteur TRPV1 est activé par le ligand exogène capsaïcine, le composant actif des piments, qui est structurellement similaire aux endocannabinoïdes. La NADA active le canal TRPV1 avec an EC 50 d'environ 50 nM. Son effet puissant en fait un agoniste TRPV1 endogène putatif L'anandamide active par ailleurs le récepteur TRPV1 sur les terminaisons neuronales sensorielles et provoque par la suite une vasodilatation.
Le récepteur TRPV1 peut également être activé par le méthanandamide et l'arachidonyl-2'-chloroéthylamide (ACEA).

### Sommeil
L'augmentation de la signalisation endocannabinoïde dans le système nerveux central favorise les effets induisant le sommeil. L'administration intracérébroventriculaire d'anandamide chez le rat diminue l'éveil et augmente le sommeil à ondes lentes et le sommeil paradoxal. L'administration d'anandamide dans le cerveau antérieur basal des rats augmente également les niveaux d'adénosine, qui joue un rôle dans la promotion du sommeil et la suppression de l'éveil.
La privation de sommeil paradoxal chez le rat augmente l'expression des récepteurs CB1 dans le système nerveux central. De plus, les niveaux d'anandamide possèdent un rythme circadien chez le rat, les niveaux étant plus élevés dans la phase lumineuse de la journée, c'est-à-dire lorsque les rats sont généralement endormis ou moins actifs, car ils sont nocturnes.

### Exercice physique
Le système endocannabinoïde est également impliqué dans la médiation de certains des effets physiologiques et cognitifs de l'exercice physique chez les humains et d'autres animaux, tels que la contribution à l'euphorie induite par l'exercice ainsi que la modulation de l'activité locomotrice et de la motivation pour les récompenses,.
Chez l'homme, la concentration plasmatique de certains endocannabinoïdes (c'est-à-dire l'anandamide) augmente pendant l'activité physique,
Étant donné que les endocannabinoïdes peuvent pénétrer efficacement la barrière hémato-encéphalique, il a été suggéré que l'anandamide, ainsi que d'autres substances neurochimiques euphorisantes, contribue au développement de l'euphorie induite par l'exercice chez l'homme.

## Cannabinoïdes dans les plantes
Le système endocannabinoïde est constitué par la distribution phylogénétique moléculaire de lipides, apparemment anciens dans le règne végétal. La détection de l'acide arachidonique (AA) dans certaines plantes indiquerait des connexions chimiotaxonomiques entre les groupes monophylétiques avec un ancêtre commun il y a environ 500 millions d'années. La distribution phylogénétique de ces lipides peut être une conséquence d'interactions / adaptations aux conditions environnantes telles que les interactions chimiques plantes-pollinisateurs, les mécanismes de communication et de défense.
Les deux nouvelles molécules de type endocannabinoïdes dérivées de l'acide eicosatétraénoïque, l'acide junipéronique, un isomère structurel oméga-3 de l'AA, à savoir le junipéroyl éthanolamide et le 2-junipéroyl glycérol (1/2-AG) chez les gymnospermes, les lycophytes et quelques monilophytes, montrent que l'AA est une molécule de signalisation conservée au cours de l'évolution qui agit dans les plantes en réponse à un stress similaire à celui des systèmes animaux.